# Geolier (rappeur)
Pour les articles homonymes, voir Palumbo.
Geolier, de son vrai nom Emanuele Palumbo, né le 23 mars 2000 à Naples, est un rappeur et chanteur italien.

## Biographie
Geolier sort son premier single, P Secondigliano, en avril 2018, en collaboration avec Nicola Siciliano (it). Le succès du titre propulse Geolier sur le devant de la scène hip-hop italienne.
En 2019, Geolier signe avec le nouveau label de Luchè (it) BFM Music. Quelques jours après l'annonce de sa signature, il dévoile le single Como Te, en collaboration avec Emis Killa. Un nouveau single de Geolier, Narcos, censé sortir le 12 juillet sur les plateformes de streaming légales, fuite sur Internet. Sur Instagram, le rappeur fait état de son mécontentement : « Voilà comment détruire la musique. […] En faisant cela, vous tuez la musique, le chanteur et tout le travail derrière ». Le 10 octobre de la même année, Geolier dévoile son premier album studio intitulé Emanuele. L'album figure à la 3e place du Top Albums italien la semaine de sa sortie. En mars 2020, l'album est certifié disque d'or. Le mois suivant, Geolier est invité par le turinois Boro Boro sur le titre Nena. Le single est lui aussi certifié disque d'or un mois plus tard.
En juillet 2020, le Napolitain sort une réédition de son premier album intitulée Emanuele (Marchio registrato), et comprenant cinq titres inédits : Vittoria, Capo, Sorry, Moncler et Na Catena en collaboration avec la chanteuse Roshelle (en).
En février 2021, Geolier figure aux côtés de Marracash, Gué Pequeno et Paky sur le remix de Tik Tok, single issu de l'album FAMO$O (it) de Sfera Ebbasta,. Le même mois, Rocco Hunt annonce la sortie imminente du single Che me chiamme a fa? en collaboration avec le rappeur napolitain.

## Discographie

### Album studio
- 2019 : Emanuele
- 2023 : Il coraggio dei bambini
- 2024 : Dio lo sa

### Singles
- 2018 : P Secondigliano (featuring Nicola Siciliano (it))
- 2018 : Mercedes
- 2018 : Queen
- 2018 : Mexico
- 2019 : Como te (featuring Emis Killa)
- 2019 : Narcos
- 2019 : Yacht (featuring Luchè (it))
- 2020 : Moncler
- 2020 : Capo
- 2022 : Chiagne
- 2022 : Money
- 2023 : Come vuoi
- 2024 : I p' me, tu p' te